# Ceratodolius carinidens
Ceratodolius carinidens är en stekelart som beskrevs av André Seyrig 1952. Ceratodolius carinidens ingår i släktet Ceratodolius och familjen brokparasitsteklar. Inga underarter finns listade i Catalogue of Life.